# Bojówki

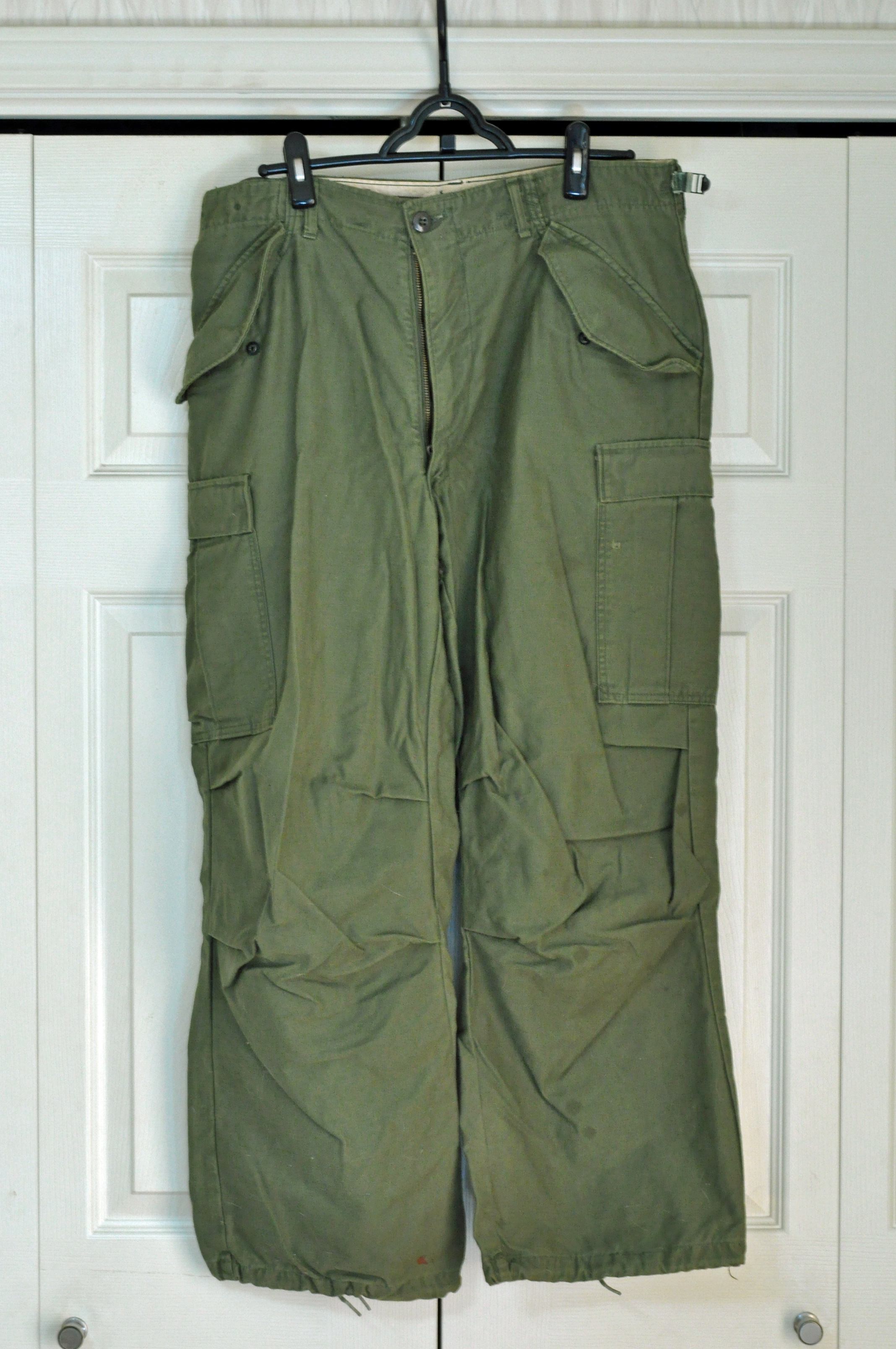
Para bojówek

Bojówki – popularna nazwa wojskowego stylu spodni, odznaczających się bardzo dużą trwałością i naciskiem na praktyczność. Bojówki mają charakterystyczny krój, z szerokimi nogawkami zwężającymi się przy kostce, przewidzianymi do wkładania w cholewę buta. Taka budowa pozwala na swobodne zginanie nogi w kolanie bez potrzeby naciągania materiału, a jednocześnie zapewnia bardzo dobrą izolację cieplną dzięki utrzymywaniu poduszki powietrznej między skórą a tkaniną. Drugim nieodzownym elementem są pojemne, łatwo dostępne kieszenie umocowane na udach.
Bojówki są spodniami przede wszystkim praktycznymi, odpowiednimi do trudnych warunków fizycznych żołnierzy, myśliwych itp. Jednakże od ok. drugiej połowy lat '90, bojówki, wraz z glanami, stały się popularnym elementem mody miejskiej, szczególnie wśród subkultury metalowej, punkowej, oraz skinowskiej.